# Тистык, Игорь Владимирович
И́горь Влади́мирович Тистык (укр. Ігор Володимирович Тістик; 27 мая 1989, Львов, Украинская ССР, СССР) — украинский футболист, полузащитник.

## Биография
Игорь родился 27 мая 1989 года. Когда он учился в пятом классе его отец Владимир отвёл его в детско-юношеская школу львовских «Карпат». С 2002 года по 2006 год выступал за «Карпаты» в детско-юношеской футбольной лиге Украины.
Летом 2006 года попал в состав «Карпат-2», которые выступали во Второй лиге Украины. За два года проведённые в команде он сыграл 36 матчей, в которых забил 2 мяча. После того как «Карпаты-2» перестали играть во Второй лиге, Тистык стал выступать за дубль «Карпат» в молодёжном первенстве Украины. В сезоне 2009/10 «Карпаты» стали победителеми молодёжного чемпионата, под руководством Романа Толочко.
Зимой 2011 года главный тренер «Карпат» Олег Кононов взял Игоря Тистыка на сборы вместе с основной командой. В феврале этого года на сборах «Карпаты» стали победителями на турнире «Copa del Sol», в финальном матче обыграв донецкий «Шахтёр» (1:0), Тистык вышел в добавленное время в конце игры вместо Дениса Кожанова.
В Премьер-лиге Украины дебютировал 3 апреля 2011 года в выездном матче против луцкой «Волыни» (0:3), Тистык вышел на 82 минуте вместо Рэзвана Кочиша и по ходу матча получил жёлтую карточку.
В 2012 году сыграл один матч в премьер лиге за «Оболонь», затем перешёл в перволиговый «Гелиос» из (Харькова).
Доиграв до конца года покинул клуб в статусе свободного агента. С апреля 2013 года и до конца сезона 2012/13 играл за МФК «Николаев». 7 августа 2013 года подписал контракт с польским клубом «Сандецья» (Новы-Сонч) до 30 июня 2014 года. Но так и не провёл ни одной игры, вернулся на Украину в статусе «свободного агента», и подписал контракт с бывшим клубом «Гелиос». Отыграв 9 игр в конце ноября также покинул клуб. С мая 2015 года играет на любительском уровне за клуб «Днестр» из Галича.

## Достижения
- Победитель молодёжного чемпионата Украины (1): 2009/10